# Családi állapot
Egy személy családi állapota jelzi, hogy az adott személy házas vagy egyedülálló-e. Az erre vonatkozó kérdések számos kérdőíven és űrlapon megjelenhetnek, többek közt népszámláláskor is rákérdeznek. A családi állapotra vonatkozó kérdés korábban állásinterjúkon, hitelkártya-kérelmeknél és hasonló helyzetekben is megjelent, de ezt a gyakorlatot egyre inkább anakronisztikusnak tekintik, hiszen a válasz normális esetben nem releváns a kérelem vagy az állásra pályázó megítélésében – egyes országokban figyelembe vétele jogsértő diszkrimináció is lehet.
A családi állapot alapesetben házas vagy egyedülálló lehet, ezek egyéb kategóriákkal egészülhetnek ki, illetve pontosíthatók. A magyarországi törvényi szabályozás a következő kategóriákat említi: nőtlen, hajadon (az egyedülálló kategória férfi és női alesete); házas;
özvegy; elvált; bejegyzett élettárs; özvegy bejegyzett élettárs; elvált bejegyzett élettárs. Egyes kérdőíveken a házas kategóriát tovább bontják „házas és házastársával együtt él”, illetve  „házas és házastársától külön él” esetekre.
Magyarországon az 1957-1990 között kiállított, könyv formájú személyi igazolvány tartalmazta „tulajdonosának családi állapotát, házastársának nevét, születési helyét és idejét, a házasságkötés helyét és idejét, valamint az anyakönyvi változásokat”
Egyes társadalmakban a családi állapotot különböző módokon jelzik: a házastársával együtt élő, házas nők és férfiak gyakran jegygyűrűt viselnek, más kultúrákban egyéb vizuális indikátorok is léteznek. 
A férjezett nőket gyakran „asszony”, a hajadonokat „kisasszony” megszólítással illetik.
A családi állapotba a házassági helyzeten kívül gyakran beleértik a gyerekek számát is.
Egyes nyelvterületeken (pl. spanyol, portugál, svéd és holland) családi állapot helyett polgári állapotról (civil status) beszélnek, ami bővebb kifejezés, mivel nem kizárólag a házasságra utal.